# Чжан Лей (ватерполістка)
Чжан Лей (9 травня 1988) — китайська ватерполістка.
Учасниця Олімпійських Ігор 2012 року.
Призерка Чемпіонату світу з водних видів спорту 2011 року.
Переможниця літньої Універсіади 2011 року.